# Interrobang
L'interrobang,  també conegut com a interabang ‽ (sovint representat per qualsevol de ?!, !?, ?!?, ?!!, !? ? o !?!), és un signe de puntuació no convencional destinat a combinar les funcions del signe d'interrogació, o punt interrogatiu, i el signe d'exclamació, o signe d'exclamació, conegut en l'argot d'impressores i programadors com a "bang". El glif és una lligadura d'aquestes dues marques i va ser proposat per primera vegada l'any 1962 per Martin K. Speckter.

## Aplicació
Una frase que acaba amb un interrobang fa una pregunta de manera excitada, expressa excitació, incredulitat o confusió en forma de pregunta o fa una pregunta retòrica.
Per exemple:
- D'això en dius barret‽
- Estàs malament del cap‽
- Qui són aquells‽

Quan s'usa un llenguatge col·loquial, es poden combinar diversos signes d’interrogació i d’exclamació per reforçar el to; però, aquest recurs no és adequat per a l’escriptura formal.

## Història

Un interrobang en el tipus de lletra Palatino Linotype

Des de fa temps, els escriptors fan servir diversos signes de puntuació per tancar una frase que mostra sorpresa i pregunta.

### Invenció
L'americà Martin K. Speckter (1915 – febrer 14, 1988) va conceptualitzar l'interrobang el 1962. Com a cap d'una agència de publicitat, Speckter creia que els anuncis es veurien millor si els redactors transmetessin preguntes retòriques sorpreses amb una sola marca. Va proposar el concepte d'un únic signe de puntuació en un article de la revista TYPEtalks. Speckter va demanar als lectors possibles noms per al nou personatge. Els contendents incloïen exclamaquest, QuizDing, rhet i exclarotive, però es va decidir per interrobang. Va triar el nom per fer referència als signes de puntuació que l'han inspirat: interrogatio és llatí per "qüestió retòrica" o "interrogatori"; bang és l'argot d'impressores per al signe d'exclamació. També es van presentar tractaments gràfics per a la nova marca com a resposta a l'article.

### Interès primerenc
El 1965, Richard Isbell va crear la tipografia Americana per a American Type Founders i va incloure l'interrobang com un dels personatges. El 1968, una clau d'interrobang estava disponible en algunes màquines d'escriure Remington. A la dècada de 1970, algunes màquines d'escriure Smith-Corona disposaven de tecles i tipus de lletra de substitució interrobang. L'interrobang va estar de moda durant bona part dels anys 60; la paraula interrobang va aparèixer en alguns diccionaris i la marca s'utilitzava en articles de revistes i diaris.

### Suport continuat
La majoria de tipus de lletra no inclouen l'interrobang, però no ha desaparegut. Lucida Grande, el tipus de lletra predeterminat per a molts elements de la interfície d'usuari de les versions heretades del sistema operatiu OS X d'Apple, inclou l'interrobang, i Microsoft ofereix diverses versions de l'interrobang al conjunt de caràcters de Wingdings 2 (al claudàtor dret i les tecles tilde als EUA). dissenys de teclat), inclòs amb Microsoft Office. Va ser acceptat a Unicode i s'inclou en diversos tipus de lletra, inclosos Lucida Sans Unicode, Arial Unicode MS i Calibri, el tipus de lletra predeterminat a les suites d'Office 2007, 2010 i 2013.

## Interrobang invertit
Un interrobang invers i cap per avall (que combina ¿ i ¡, caràcter Unicode: ⸘), adequat per començar frases en castellà, gallec i asturià —que utilitzen signes d'interrogació i admiració invertits— s'anomena "interrobang invertit" o gnaborretni (interrobang). escrit al revés), però aquest últim s'utilitza rarament. En la pràctica actual, l'ambigüitat emfàtica semblant a l'interrobang en les llengües hispàniques s'aconsegueix generalment incloent els dos conjunts de signes de puntuació l'un dins l'altre (¿¡De verdad!? o ¡¿De verdad? ! [ De debò! ? ]). Un ús més antic, encara oficial però poc estès, recomanava barrejar els signes de puntuació: ¡Verdad? o ¿Verdad!

## Entrar i mostrar
No hi ha gaire tipografies o fonts modernes que tinguin un glif per al caràcter interrobang. L’interrobang normal es localitza al punt de codi Unicode.
En un sistema Linux que admet la clau Compose, es pot produir un interrobang perCompose+!+? ; invertint l'ordre (Compose+?+! ) crea l'interrobang invertit.
A macOS, es troba a la Paleta de caràcters, obtinguda prement la combinació de teclesCtrl+⌘ Cmd+Space .
L'interrobang es pot mostrar a LaTeX utilitzant el paquet textcomp i l'ordre \textinterrobang. L'interrobang invertit és l'ordre \textinterrobangdown.

## Exemples d'ús
La Biblioteca Estatal de Nova Gal·les del Sud, a Austràlia, utilitza un interrobang com a logotip, igual que l'empresa editorial educativa Pearson, que pretén així transmetre "l'emoció i la diversió de l'aprenentatge".
El jutge en cap Frank H. Easterbrook va utilitzar un interrobang a l'opinió del Setè Circuit dels Estats Units de 2012 Robert F. Booth Trust v. Crowley.
El jutge de la Cort Federal d'Austràlia Michael Wigney va utilitzar un interrobang al primer paràgraf de la seva sentència de 2018 a Faruqi v Latham [2018] FCA 1328 (procés per difamació entre l'antic líder de l'oposició federal, Mark Latham, i l'activista i escriptor polític, Osman Faruqi).
Als escacs, un interrobang s'utilitza per representar un moviment dubtós, que és qüestionable però que possiblement té mèrits. Vegeu també els símbols d'avaluació ?! (moviment dubtós) i !? (moda interessant).